# Volpi
Volpi (en rus: Волпи) és un poble de l'óblast de Leningrad, a Rússia, que el 2017 tenia 8 habitants. Apareix documentada per primera vegada en un mapa d'Íngria elaborat per A. Rostóvtsev el 1727.